# Lingua kapampangan
La lingua kapampangan, detta anche pampangan, pampango o pampangueño, è una lingua filippina parlata nelle Filippine, nella regione di Luzon Centrale.

## Distribuzione geografica
Secondo stime del 1990, i locutori di kapampangan sono 1.900.000, concentrati per la maggior parte nella provincia di Pampanga, dove è l'idioma prevalente, e in misura minore nelle province confinanti.

## Classificazione
Secondo Ethnologue, la classificazione della lingua kapampangan è la seguente:
- Lingue austronesiane
  - Lingue maleo-polinesiache
    - Lingue filippine
      - Lingue di Luzon Centrale
        - Lingua kapampangan

## Sistema di scrittura
Per la scrittura viene utilizzato l'alfabeto latino.